# Secundino Serrano Fernández
Secundino Serrano Fernández (Velilla de la Reina, Lleó 1953) és un historiador espanyol, especialitzat en la Guerra Civil Espanyola, la guerrilla antifranquista, la postguerra i el exili republicà.
Secundino Serrano va néixer a Velilla de la Reina, Lleó en 1953 i es va llicenciar en Geografia i Història a la Universitat d'Oviedo. Serrano va començar la seva trajectòria historiogràfica en l'àmbit de la guerrilla antifranquista a Lleó. Posteriorment va mantenir la seva àrea de recerca però ampliant el seu àmbit a tot Espanya. Posteriorment ha abordat les peripècies dels exiliats republicans espanyols, tant a França durant la II Guerra Mundial com a la Unió Soviètica.
En 2006 va ser designat vocal del Patronat de l'Arxiu General de la Guerra Civil Espanyola per la llavors ministra de Cultura, Carmen Calvo.
Va ser catedràtic d'Història en diversos instituts, l'últim a l'institut d'ensenyament secundari Legio VII de Lleó i es va jubilar en el curs 2014.

## Obres
La seva trajectòria investigadora se centra en l'estudi la guerrilla antifranquista a Lleó i l'exili republicà espanyol durant la postguerra.
- "Apogeo y decadencia de la resistencia armada en León: (1943-1951)", en La guerra civil española en León, León, Diario de León, 1986.
- La guerrilla antifranquista en León (1936-1951), Madrid, Siglo XXI, 1988.
- Crónica de los últimos guerrilleros leoneses, 1947-1951, Valladolid, Ámbito, 1989.
- Crónica contemporánea de León [coord., junto con Wenceslao Álvarez Oblanca), León, La Crónica 16 de León, 1991.
- Enciclopedia de León (director), León, La Crónica 16 de León, 1996.
- Maquis: historia de la guerrilla antifranquista, Madrid, Temas de Hoy, 2001.
- "Notas acerca de la guerrilla antifranquista en la provincia de León", en Santiago Álvarez, José Hinojosa y José Sandoval (coords.), El movimiento guerrillero de los años 40, Madrid, Fundación de Investigaciones Marxistas, 2003, pp. 69-76.
- La última gesta. Los republicanos que vencieron a Hitler (1936-1945), Madrid, El País/Aguilar, 2005.
- "Génesis del conflicto: la represión de los huidos. La Federación guerrillera de León-Galicia", en Julio Aróstegui i Jorge Marco (coords.), El último frente: la resistencia armada antifranquista en España, 1939-1952, Madrid, Catarata, 2008, pp. 101-120.
- Españoles en el Gulag. Republicanos bajo el estalinismo, Península, Madrid, 2011.
- Las heridas de la memoria, Eolas, León, 2016